# Cousolre
Cousolre település Franciaországban, Nord megyében. Lakosainak száma 2160 fő (2022. január 1.). Cousolre Bersillies-l'Abbaye, Aibes, Bérelles, Bousignies-sur-Roc, Colleret, Hestrud, Sivry-Rance, Beaumont és Erquelinnes községekkel határos.

## Népesség
A település népességének változása:
| Lakosok száma | 2335 | 2303 | 2332 | 2270 | 2237 | 2205 | 2172 | 2169 | 2160 |
|               | 2013 | 2015 | 2016 | 2017 | 2018 | 2019 | 2020 | 2021 | 2022 |